# Trichosanchezia chrysothrix
Trichosanchezia  es un género monotípico de plantas con flores perteneciente a la familia Acanthaceae. Su única especie: Trichosanchezia chrysothrix Mildbr., es una planta herbácea natural de  Perú.

## Taxonomía
Trichosanchezia chrysothrix fue descrita por el botánico alemán, Gottfried Wilhelm Johannes Mildbraed y publicado en Notizblatt des Botanischen Gartens und Museums zu Berlin-Dahlem 9: 984, en el año 1926.